# Úrvalsdeild Karla 1934
La Úrvalsdeild Karla 1934 fue la 23.ª edición del campeonato de fútbol islandés. El campeón fue el KR Reykjavik, que ganó su noveno título. 

## Tabla de posiciones
|   | Equipo           | PJ | PG | PE | PP | GF | GC | DG  | Pts |
| - | ---------------- | -- | -- | -- | -- | -- | -- | --- | --- |
| 1 | KR Reykjavik (C) | 4  | 3  | 1  | 0  | 17 | 3  | +14 | 7   |
| 2 | Valur Reykjavik  | 4  | 3  | 0  | 1  | 22 | 5  | +17 | 6   |
| 3 | Fram Reykjavik   | 4  | 2  | 1  | 1  | 11 | 5  | +6  | 2   |
| 4 | ÍBV              | 4  | 1  | 0  | 3  | 5  | 15 | -10 | 2   |
| 5 | Víkingur         | 4  | 0  | 0  | 4  | 4  | 25 | -21 | 0   |

PJ = Partidos jugados; PG = Partidos ganados; PE = Partidos empatados; PP = Partidos perdidos; GF = Goles a favor; GC = Goles en contra; DG = Diferencia de gol; Pts = Puntos
| (C) Campeón |